# بوله (کمون)
بوله (به فرانسوی: Baule) یک کمون (فرانسه) در فرانسه است که در لوآره واقع شده‌است. بوله ۱۲٫۱۱ کیلومتر مربع مساحت دارد.